# Controlemaatschappij
In de filosofie van Michel Foucault duidt de term controlemaatschappij op een maatschappij waarin permanente controle over individuen aanwezig is. Foucault introduceerde de term in zijn werk maar werkte deze niet uit. Een analyse hiervan is wel terug te vinden in het werk van Gilles Deleuze, in zijn tekst Post-scriptum sur les sociétés de contrôle.

## Beschrijving
In dit type samenleving worden mensen niet opgesloten, maar bestaat volgens de filosofie van Gilles Deleuze uit "voortdurende controle, directe communicatie en waarin de controlemechanismen geleidelijk doordringen in het sociale veld, verspreid in de hersenen en de lichamen van de burgers."
Voor sommige postmoderne filosofen zou de controlemaatschappij de manier zijn waarop de wereld zich in het heden zou organiseren, na het einde van de disciplinaire instellingen. Dit idee werd tussen 1986 en 1990 ontwikkeld door de filosofen Gilles Deleuze en Antonio Negri, op basis van een heropleving van het denken van Michel Foucault, de theoreticus van de disciplinaire instellingen in Surveiller et punir (1975). Deleuze zei dat hij de uitdrukking "controlemaatschappij" had overgenomen van de romanschrijver William Burroughs en schetste het thema in zijn boek Foucault (1986). Hij werkte het uit in een lezing aan de Femis in 1987 en in een interview tussen hem en Negri in het voorjaar van 1990. 
De term zou in contrast staan met eerdere samenlevingen, zoals de disciplinemaatschappij, die werd gekenmerkt door discrete fysieke omheiningen (zoals scholen, fabrieken, gevangenissen, kantoorgebouwen, etc.). Zo hebben instellingen en technologieën die na de Tweede Wereldoorlog zijn geïntroduceerd de grenzen tussen deze omheiningen opgeheven.
Het thema dat Negri en Michael Hardt het volgende decennium ontwikkelden, de "controlemaatschappij", werd verder geformuleerd in hun politiek-filosofische essay Empire (2000).

## Film
De korte film Under Control uit 1991 onder regie van Bruno en Alain Damasio is gebaseerd op teksten van Gilles Deleuze, Michel Foucault, Jean Baudrillard en Keynes.